# The Catalogue
| Recensione | Giudizio |
| ---------- | -------- |
| AllMusic   |          |

The Catalogue (Der Katalog, nell'edizione tedesca) è un cofanetto del gruppo musicale tedesco Kraftwerk, pubblicato nel 2009. Il cofanetto raccoglie otto album pubblicati a partire dal 1974.

## Descrizione
Il box set contiene tutti gli album in studio dei Kraftwerk pubblicati dal 1974, vale a dire da Autobahn a Tour de France Soundtracks, per un totale di 8 dischi e 68 tracce.
Gli otto album sono stati rimasterizzati digitalmente. Il disco Tour de France Soundtracks è stato riproposto con il titolo Tour de France. Stessa sorte è toccata ad Electric Café, qui rititolato Techno Pop, denominazione con cui doveva effettivamente essere pubblicato in un primo momento. Inoltre è stata aggiunta una traccia addizionale, House Phone, originariamente pubblicata come lato B del singolo Der Telefon-Anruf.

## Dischi
- Autobahn (1974)
- Radio-Activity (Titolo tedesco: Radio-Aktivität; 1975)
- Trans-Europe Express (Titolo tedesco: Trans Europa Express; 1977)
- Die Mensch-Maschine (Titolo tedesco: Die Mensch-Maschine; 1978)
- Computerwelt (Titolo tedesco: Computerwelt; 1981)
- Electric Café (1986; qui pubblicato con il nome Techno Pop)
- The Mix (1991)
- Tour de France Soundtracks (2003; qui proposto con il titolo Tour de France)

## Tracce
Autobahn (1974)
1. Autobahn – 22:46
2. Kometenmelodie 1 – 6:41
3. Kometenmelodie 2 – 5:31
4. Mitternacht – 3:45
5. Morgenspaziergang – 4:02

Radio-Activity (1975)
1. Geiger Counter – 1:07
2. Radioactivity – 6:41
3. Radioland – 5:54
4. Airwaves – 4:42
5. Intermission – 0:38
6. News – 1:18
7. The Voice of Energy – 0:55
8. Antenna – 3:42
9. Radio Stars – 3:35
10. Uranium – 1:37
11. Transistor – 2:15
12. Ohm Sweet Ohm – 5:41

Trans-Europe Express (1977)
1. Europe Endless – 9:35
2. The Hall of Mirrors – 7:50
3. Showroom Dummies – 6:10
4. Trans-Europe Express – 6:40
5. Metal on Metal – 6:52
6. Franz Schubert – 4:25
7. Endless Endless – 0:55

Die Mensch-Maschine (1978)
1. Die Roboter – 6:11
2. Spacelab – 5:51
3. Metropolis – 5:59
4. The Model – 3:38
5. Neon Lights – 9:03
6. The Man-Machine – 5:28

Computerwelt (1981)
1. Computer World – 5:05
2. Taschenrechner – 4:55
3. Numbers – 3:19
4. Computer World 2 – 3:21
5. Computer Love – 7:15
6. Home Computer – 6:17
7. It's More Fun to Compute – 4:13

Techno Pop (1986)
1. Boing Boom Tschak – 2:57
2. Techno Pop – 7:42
3. Musique Non Stop – 5:45
4. The Telephone Call/Der Telefon-Anruf – 3:50
5. House Phone – 4:56
6. Sex Objekt – 6:51
7. Electric Café – 4:17

The Mix (1991)
1. Die Roboter – 8:55
2. Computer Love – 6:35
3. Taschenrechner – 4:30
4. Dentaku – 4:30
5. Autobahn – 9:25
6. Radioactivity – 6:55
7. Trans-Europe Express – 3:20
8. Abzug – 3:20
9. Metal on Metal – 5:00
10. Home Computer – 8:00
11. Musique Non Stop – 6:40

Tour de France (2003)
1. Prologue – 0:31
2. Tour de France Étape 1 – 4:27
3. Tour de France Étape 2 – 6:41
4. Tour de France Étape 3 – 3:56
5. Chrono – 3:19
6. Vitamin – 8:09
7. Aéro Dynamik – 5:04
8. Titanium – 3:21
9. Elektro Kardiogramm – 5:16
10. La Forme – 8:41
11. Régéneration – 1:16
12. Tour de France – 5:12